# Ємець Володимир Олександрович
Володи́мир Олекса́ндрович Є́мець (3 квітня 1937, Нікополь — 9 листопада 1987, Кишинів) — український радянський футболіст, тренер. Заслужений тренер СРСР, Заслужений тренер УРСР (1975). Заслужений тренер Молдавської РСР (1987), Заслужений працівник фізичної культури УРСР (1986). Під керівництвом В. Ємця футбольний клуб Дніпро (Дніпропетровськ) вперше став чемпіоном СРСР (1983).

## З життєпису
Почав грати у футбол 1952 року в юнацькій команді Нікополя. Футбольні амплуа: нападник, захисник. В «Трубнику» (Нікополь) — 1958-61, 1962-65, в Дніпропетровському «Металурзі» — 1961. Як польовий гравець Володимир Ємець великих успіхів не досяг, після закінчення кар'єри гравця деякий час працював на заводі вальцювальником.
Закінчив Київський інститут фізичної культури. Тренером починав працювати в нікопольському «Трубнику» (1968—1970). Після того, як в чемпіонаті СРСР Клас «Б» було скасовано, майже рік був безробітним. В кінці 1971 р. був запрошений у новостворену ройонну команду «Сільгосптехніка», котра під керівництвом Ємця стала чемпіоном Дніпропетровської області. Потім працював у «Колосі» (1972—червень 1981).
З червня 1981 по жовтень 1986 року — головний тренер дніпропетровського «Дніпра».
З квітня 1987 року — головний тренер «Ністру» (Кишинів).
Один з найкращих тренерів СРСР 1980-х років. Під його керівництвом «Дніпро» (Дніпропетровськ) став чемпіоном СРСР (1983), 3-м призером чемпіонатів СРСР (1984, 1985); «Колос» (Нікополь) виграв зональний турнір 2-ї ліги (1979) і вийшов в 1-у лігу, «Ністру» (Кишинів) став переможцем зонального турніру 2-ї ліги (1987).

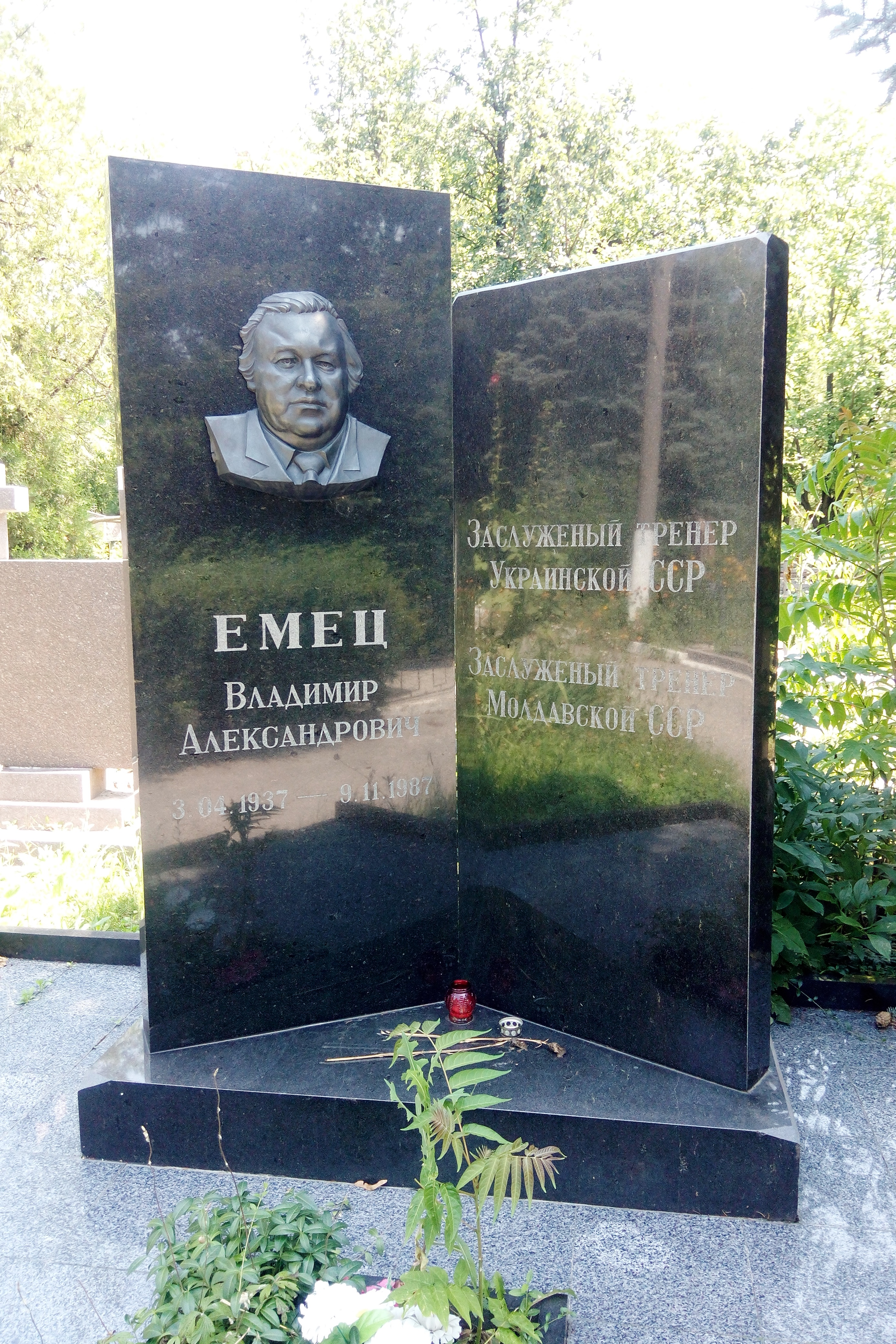
Могила на Сурсько-Литовському кладовищі в Дніпрі

Помер 9 листопада 1987 року в Кишиневі в футбольній роздягальні, одразу після перемоги його команди «Ністру» над «Кубанню» в заключному матчі сезону 1987 року, від серцевого нападу. Похований на Сурсько-Литовському кладовищі в Дніпропетровську.

## Цитати
|  | Спасибі партійним органам за те, що не заважали |

|  | Приїздили до нас з Москви дядьки в широких штанях - вчити нас, як грати в пас |

## Пам'ять
З 1989 року в Нікополі щорічно проходить турнір пам'яті Володимира Ємця.